# Departamento de Herrera
Herrera fue uno de los siete departamentos en que se dividía el Estado Soberano de Panamá (Colombia). Fue creado el 15 de julio de 1855, a partir de territorio de la suprimida provincia de Azuero, mediante la Convención constituyente del Estado. Tenía por cabecera a Pesé.

## División territorial
El departamento al momento de su creación (1855) estaba dividido en los distritos de Pesé, Los Pozos, Macaracas, Las Minas, Ocú, Parita y Santa María.